# Prix de Cornulier
Prix de Cornulier är ett årligt montélopp för 4-10-åriga varmblodstravare som rids över distansen 2700 meter med fransk voltstart. Det är ett Grupp 1-lopp, det vill säga ett lopp av högsta internationella klass. Loppet avgjordes för första gången i januari 1931 och går sedan dess av stapeln i början av året under det franska vintermeetinget på Vincennesbanan i Paris. Loppets förstapris är 315 000 euro.

## Kvalifikation
Loppet är öppet för 4-11-åriga varmblodstravare. Hästar som är 4-6 år gamla måste ha minst 180 000 euro insprunget, och 7-11 år gamla hästar måste ha minst 250 000 euro insprunget.

## Rekord
- Snabbaste vinnartiden innehas av Bilibili, som i 2019 års upplaga sprang 1.11,2 över 2 700 meter. Segertiden innebar nytt världsrekord.[2][3]
- Fem hästar har lyckats vinna loppet tre gånger: Souarus (1946, 1947, 1948), Gardon (1955, 1956, 1958), Bellino II (1973, 1975, 1976), Kaiser Trot (1981, 1982, 1984) och Jag de Bellouet (2004, 2005, 2006).
- Michel-Marcel Gougeon har vunnit loppet sju gånger som ryttare: Dollar V (1952), Fandango (1953, 1954), Happy Troupier (1959), Bellino II (1975, 1976), Queila Gédé (1991)
- Joël Hallais har vunnit loppet åtta gånger som tränare: Kaiser Trot (1981, 1982, 1984), Oligo (1986, 1987), All Good (1993), One du Rib (2007, 2010)
- Att vinna både Prix du Cornulier och Prix d'Amérique är en prestation som endast två hästar klarat av, Bellino II och Jag de Bellouet.

## Vinnare från 1964
| År   | Häst               | Efter              | Ryttare                  | Tränare                 | Tid    | Tvåa               | Trea               |
| ---- | ------------------ | ------------------ | ------------------------ | ----------------------- | ------ | ------------------ | ------------------ |
| 2025 | Joumba de Guez     | Carat Williams     | Éric Raffin              | Nicolas Bazire          | 1'12"3 | Ina du Rib         | Jewelcandle Fac    |
| 2024 | Ésperanza Idole    | Quido du Goutier   | Jean-Yann Ricart         | Noël Langlois           | 1'12"3 | Hirondelle du Rib  | Idéale du Chêne    |
| 2023 | Flamme du Goutier  | Ready Cash         | Mathieu Mottier          | Thierry Duvaldestin     | 1'11"5 | Granvillaise Bleue | Hanna des Molles   |
| 2022 | Flamme du Goutier  | Ready Cash         | Antoine Wiels            | Thierry Duvaldestin     | 1'11"9 | Granvillaise Bleue | Étoile de Bruyère  |
| 2021 | Bahia Quesnot      | Scipion du Goutier | Matthieu Abrivard        | Junior Guelpa           | 1'12"8 | Flamme du Goutier  | Étoile de Bruyère  |
| 2020 | Bilibili           | Niky               | Alexandre Abrivard       | Laurent-Claude Abrivard | 1'12"1 | Étoile de Bruyère  | Feeling Cash       |
| 2019 | Bilibili           | Niky               | Alexandre Abrivard       | Laurent-Claude Abrivard | 1'11"2 | Traders            | Dexter Fromento    |
| 2018 | Traders            | Ready Cash         | Yoann Lebourgeois        | Philippe Allaire        | 1'11"3 | Draft Life         | Bilibili           |
| 2017 | Bellissima France  | Blue Dream         | Matthieu Abrivard        | Matthieu Abrivard       | 1'13"  | Tornade du Digeon  | Bilibili           |
| 2016 | Scarlet Turgot     | Dahir de Prélong   | Alexandre Abrivard       | Yannick-Alain Briand    | 1'12"9 | Astor du Quenne    | Attentionally      |
| 2015 | Roxane Griff       | Ténor de Baune     | Éric Raffin              | Sébastien Guarato       | 1'13"3 | Tiégo d'Étang      | Talicia Bella      |
| 2014 | Roxane Griff       | Ténor de Baune     | Éric Raffin              | Sébastien Guarato       | 1'12"3 | Tiégo d'Étang      | Saphir de Morge    |
| 2013 | Singalo            | Goetmals Wood      | David Thomain            | Louis Baudron           | 1'12"4 | Quarry Bay         | Scolie de Bassière |
| 2012 | Quif de Villeneuve | Coktail Jet        | Yoann Lebourgeois        | Franck Leblanc          | 1'12"  | Save The Quick     | Private Love       |
| 2011 | Olga du Biwetz     | Cézio Josselyn     | Anthony Barrier          | Fabrice Souloy          | 1'12"7 | Priscilla Blue     | Scipion du Goutier |
| 2010 | One du Rib         | First de Retz      | David Thomain            | Joël Hallais            | 1'13"2 | Paola de Lou       | Première Steed     |
| 2009 | Malakite           | Vittel             | Claude Leclercq          | Guy Verva               | 1'13"6 | Paola de Lou       | Oyonnax            |
| 2008 | Magnificent Rodney | Coktail Jet        | Franck Nivard            | Ulf Nordin              | 1'12"7 | Olga du Biwetz     | Prince de Montfort |
| 2007 | One du Rib         | First de Retz      | Jean-Loïc-Claude Dersoir | Joël Hallais            | 1'14"0 | Lumière Célèste    | Ludo de Castelle   |
| 2006 | Jag de Bellouet    | Viking's Way       | Matthieu Abrivard        | Christophe Gallier      | 1'13"6 | Joyau d'Amour      | Jasoda             |
| 2005 | Jag de Bellouet    | Viking's Way       | Matthieu Abrivard        | Christophe Gallier      | 1'13"9 | Scarlet Knight     | Ilster d'Espiens   |
| 2004 | Jag de Bellouet    | Viking's Way       | Matthieu Abrivard        | Christophe Gallier      | 1'14"5 | Latinus            | Jirella            |
| 2003 | Joyau d'Amour      | Viking's Way       | Éric Raffin              | Jacques Provost         | 1'15"1 | Flambeau des Pins  | Jirella            |
| 2002 | Hutin Tébé         | Odin de la Vente   | Michel Lenoir            | Jacques Bruneau         | 1'17"3 | Itou Jim           | Grâce Ducal        |
| 2001 | First de Retz      | Podosis            | Jean-Loïc-Claude Dersoir | Philippe Allaire        | 1'16"  | Gobernador         | Historien          |
| 2000 | First de Retz      | Podosis            | Jean-Loïc-Claude Dersoir | Philippe Allaire        | 1'17"4 | Grâce Ducal        | Fadir Castelets    |
| 1999 | Fripon Rose        | Tipouf             | Alain Laurent            | François Cardot         | 1'15"8 | Fan Quick          | Holly du Locton    |
| 1998 | Dream With Me      | Tarass Boulba      | François Roussel         | Alain Roussel           | 1'16"8 | Éclair de Vandel   | Cygnus d'Odyssée   |
| 1997 | Dream With Me      | Tarass Boulba      | François Roussel         | Alain Roussel           | 1'17"3 | Don Paulo          | Destin de Busset   |
| 1996 | Arcadia            | Jiosco             | Pierre-Yves Verva        | Bernard Desmontils      | 1'17"  | Courlis du Pont    | Anita de la Vallée |
| 1995 | Uno Atout          | Istraeki           | Michel Lenoir            | Alain Roussel           | 1'18"1 | Arcadia            | Anita de la Vallée |
| 1994 | Vive Ludoise       | Kronos du Vivier   | Jean-Claude Hallais      | Jean-Claude Hallais     | 1'16"8 | Alpha Barbès       | Anita de la Vallée |
| 1993 | Tout Bon           | Lévorino           | Jean-Loïc-Claude Dersoir | Joël Hallais            | 1'17"6 | Une Fleur          | Alpha Barbès       |
| 1992 | Voici du Niel      | Kimberland         | Laurent-Claude Abrivard  | Ulf Nordin              | 1'16"8 | Vivier de Montfort | Queila Gédé        |
| 1991 | Queila Gédé        | Gazon              | Michel-Marcel Gougeon    | Roger Baudron           | 1'19"3 | Seilhac            | Tiarko             |
| 1990 | Reine du Corta     | Ura                | Michel Lenoir            | Alain Roussel           | 1'18"8 | Quatrième Tête     | Stirwen            |
| 1989 | Rêve d'Udon        | Éjakval            | Jean-Claude Hallais      | Bernard Desmontils      | 1'20"3 | Reine du Corta     | Qualifié           |
| 1988 | Podosis            | Florestan          | Patrick Chéradame        | Roger Ledoyen           | 1'19"2 | Prince Atout       | Olvera             |
| 1987 | Oligo              | Ersin              | Philippe Békaert         | Joël Hallais            | 1'20"  | Prince Atout       | Olvera             |
| 1986 | Oligo              | Ersin              | Philippe Békaert         | Joël Hallais            | 1'20"1 | Opprimé            | Opus Dei           |
| 1985 | Mirande du Cadran  | Sabi Pas           | Pierre Levesque          | Henri Levesque          | 1'21"6 | Orfeu Négro        | Lapito             |
| 1984 | Kaiser Trot        | Canino             | Philippe Békaert         | Joël Hallais            | 1'20"3 | Luga               | Kémila             |
| 1983 | Kaprius            | Corlay             | Alain Laurent            | Jean Riaud              | 1'19"8 | Jézabel d'Ouches   | Last Winner        |
| 1982 | Kaiser Trot        | Canino             | Philippe Békaert         | Joël Hallais            | 1'22"7 | Loustic de la Tour | Janda du Cadran    |
| 1981 | Kaiser Trot        | Canino             | Philippe Békaert         | Joël Hallais            | 1'21"  | Kronos du Vivier   | Istraeki           |
| 1980 | Gamélia            | Kerjacques         | Jean Mary                | D. de Bellaigue         | 1'21"1 | Jeune Orange       | Fanacques          |
| 1979 | Fanacques          | Kerjacques         | Louis Sauvé              | Georges Dreux           | 1'21"2 | Gamélia            | Gazon              |
| 1978 | Guéridia           | Quérido II         | Philippe Békaert         | Georges Dreux           | 1'20"7 | Fanacques          | Firstly            |
| 1977 | Fanacques          | Kerjacques         | Louis Sauvé              | Georges Dreux           | 1'20"4 | Éringa             | Bellino II         |
| 1976 | Bellino II         | Boum III           | Michel-Marcel Gougeon    | Maurice Macheret        | 1'21"3 | Cette Histoire     | Agyptia            |
| 1975 | Bellino II         | Boum III           | Michel-Marcel Gougeon    | Maurice Macheret        | 1'21"  | Cette Histoire     | Aigle Noir         |
| 1974 | Cette Histoire     | Kerjacques         | Alain Laurent            | Gérard Mottier          | 1'20"8 | Bellino II         | Borgia III         |
| 1973 | Bellino II         | Boum III           | René Fabre               | M. Macheret             | 1'21"0 | Borgia III         | Aldena             |
| 1972 | Tidalium Pelo      | Jidalium           | Jean Mary                | Roger Lemarié           | 1'20"1 | Bellino II         | Arbella            |
| 1971 | Uniflore D         | Nolten L           | François Brohier         | François Brohier        | 1'19"4 | Tidalium Pelo      | Arbella            |
| 1970 | Tidalium Pelo      | Jidalium           | Jean Mary                | Roger Lemarié           | 1'20"8 | Ulric              | Tabriz             |
| 1969 | Tabriz             | Feu Follet X       | Pierre Giffard           | Jean Riaud              | 1'19"2 | Sole Moi B         | Uniflore D         |
| 1968 | Tabriz             | Feu Follet X       | Pierre Giffard           | Jean Riaud              | 1'20"5 | Picardy            | Quérido II         |
| 1967 | Quérido II         | Fandango           | Louis Sauvé              | Georges Dreux           | 1'20"8 | Reine de Mars B    | Sans Atout II      |
| 1966 | Quérido II         | Fandango           | Jean Mary                |                         | 1'22"2 | Quito P            | Quioco             |
| 1965 | Quovaria           | Carioca II         | François Brohier         |                         | 1'21"  | Miss des Ramiers   | Quito P            |
| 1964 | Prince des Veys    | Fandango           | Jean Mary                |                         | 1'21"4 | Miss des Ramiers   | Oraki              |